# Sanxenxo
Sanxenxo (Galicisch, uitspraak Sansjensjo) of Sangenjo (vanouds, Castiliaans) is een gemeente in de Spaanse provincie Pontevedra in de regio Galicië met een oppervlakte van 45 km². Sanxenxo heeft 17.314 inwoners (1 januari 2016).
Sanxenxo ligt aan de noordzijde van de Ría de Pontevedra. Oorspronkelijk was Sangenjo (zoals de toenmalige Castiliaanse naam was) een eenvoudig vissersdorpje, maar thans heeft het een bloeiende toeristenindustrie, zodat het strand omringd is door grote hotels. Er is een bootdienst naar het eiland Ons.

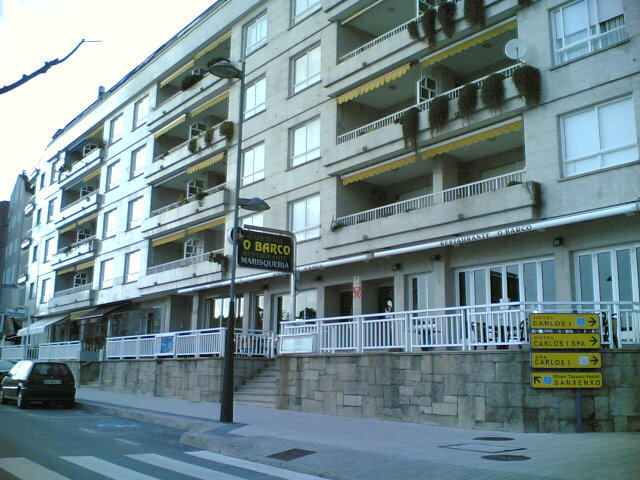
Sanxenxo

## Demografische ontwikkeling
Bron: INE; 1857-2011: volkstellingen